# Craterocapsa montana
Craterocapsa montana là loài thực vật có hoa trong họ Hoa chuông. Loài này được (A.DC.) Hilliard & B.L.Burtt mô tả khoa học đầu tiên năm 1973.